# ديفيد ديفيز (سياسي بريطاني)
ديفيد ديفيز (بالإنجليزية: David Sanders Davies)‏ هو قاضي صلح ‏ وشخصية أعمال وسياسي بريطاني (وحمل سابقاً جنسية المملكة المتحدة لبريطانيا العظمى وأيرلندا)، ولد في 11 مايو 1852، وتوفي في 28 فبراير 1934. حزبياً، نشط في الحزب الليبرالي. في الانتخابات العمومية البريطانية 1918 ‏، انتخب عضو برلمان المملكة المتحدة الـ31 عن دائرة Denbigh (UK Parliament constituency) ‏ (14 ديسمبر 1918 – 26 أكتوبر 1922).